# گئورگ گریگ
گئورگ گریگ (ارمنی: Գևորգ Գրիգ؛ انگلیسی: Gevorg Grig زادهٔ ۱۸۹۳ - درگذشته ۱۹۸۷)، شاعر، رمان‌نویس و مترجم اهل ارمنستان بود.

## زندگی‌نامه
وی با نام اصلی گئورگ آنانی گریگوریان (ارمنی: Գևորգ Անանի Գրիգորյան؛  انگلیسی: Gevorg Grigoryan) در ۱۱ سپتامبر ۱۸۹۳ در واغارشاپات به دنیا آمد. وی در زادگاهش، ایروان، و تفلیس به مدرسه رفت. در مدارس مختلفی در ارمنستان شرقی و سایر نقاط قفقاز جنوبی تدریس کرد. در سال ۱۹۵۱ پس از از دست دادن بینایی‌اش بازنشسته شد.  وی در ۶ ژوئن ۱۹۸۷ در سن ۹۳ سالگی در ایروان درگذشت.